# Kroombit Tops National Park
Kroombit Tops National Park är en park i Australien. Den ligger i delstaten Queensland, omkring 400 kilometer nordväst om delstatshuvudstaden Brisbane.
Trakten runt Kroombit Tops National Park är nära nog obefolkad, med mindre än två invånare per kvadratkilometer.. Det finns inga samhällen i närheten.
I omgivningarna runt Kroombit Tops National Park växer i huvudsak städsegrön lövskog. Genomsnittlig årsnederbörd är 1 078 millimeter. Den regnigaste månaden är januari, med i genomsnitt 245 mm nederbörd, och den torraste är juli, med 33 mm nederbörd.